# Фабер, Патрик
Патрик Франсискюс Мария Фабер (нидерл. Patrick Franciscus Maria Faber; род. 7 мая 1964, Хертогенбос) — нидерландский хоккеист на траве, нападающий. Бронзовый призёр летних Олимпийских игр 1988 года, чемпион Европы 1987 года.

## Биография
Патрик Фабер родился 7 мая 1964 года в нидерландском городе Хертогенбос.
Играл в хоккей на траве за «Амстердамсе» и «Хаагсе».
В 1987 году в составе сборной Нидерландов завоевал золотую медаль чемпионата Европы в Москве и серебро Трофея чемпионов в Амстелвене.
В 1986—1988 годах провёл за сборную Нидерландов 27 матчей, забил 5 мячей.
В 1988 году вошёл в состав сборной Нидерландов по хоккею на траве на летних Олимпийских играх в Сеуле и завоевал бронзовую медаль. Играл на позиции нападающего, провёл 2 матча, мячей не забивал.
Работал в агентстве спортивного маркетинга в Хилверсюме.